# Lake Rimmer
Der Lake Rimmer ist ein See im Southland District der Region Southland auf der Südinsel von Neuseeland.

## Geographie
Der rund 22,3 Hektar große Lake Rimmer befindet sich an der Westseite der Kakapo Range, rund 3,56 km westnordwestlich des Moana-whenua-pōuri / Edwardson Sound. Der fast rechteckige und auf einer Höhe von 402 m liegende See erstreckt sich über eine Länge von rund 680 m in Südwest-Nordost-Ausrichtung und misst an seiner breitesten Stelle rund 410 m in Nordwest-Südost-Richtung. Sein Seeumfang beträgt rund 2 km.
Gespeist wird der Lake Rimmer durch verschiedenen kleinen Bächen und seine Entwässerung findet am südlichen Ende des Sees, über einen Stream zur rund 4,77 km weiter südsüdwestlich liegenden Fisherman Bay, die sich nördlich der im Taiari / Chalky Inlet liegenden Insel Great Island befindet, statt.